# Marian Jedlicki
Marian Zygmunt Jedlicki (ur. 30 kwietnia 1899 w Kielcach, zm. 14 marca 1954 w Poznaniu) – polski historyk państwa i prawa, mediewista.

## Życiorys
Absolwent III Gimnazjum im. Króla Jana Sobieskiego w Krakowie. Uczeń Stanisława Estreichera. W latach 1918–1920 służył ochotniczo w wojsku polskim. Po ukończeniu Uniwersytetu Jagiellońskiego wyjechał na studia do Paryża. Doktoryzował się w 1924 roku, habilitował się na UJ z historii prawa w Europie Zachodniej 3 września 1928 roku. Od 1929 roku pracował na Uniwersytecie Poznańskim, w tym od 1930 jako zastępca profesora. Na Wydziale Prawno-Ekonomicznym w Poznaniu wykładał m.in. „Historię ustroju politycznego na zachodzie Europy” oraz „Historię prawa prywatnego na zachodzie Europy”. W trakcie II wojny światowej przebywał w Wielkiej Brytanii, gdzie od 1943 roku był wykładowcą na polskim wydziale prawa w Oksfordzie. Po powrocie do Polski, dekretem Prezydenta Krajowej Rady Narodowej z dnia 20 grudnia 1946 roku został mianowany profesorem zwyczajnym Historii Prawa na Zachodzie Europy na Wydziale Prawa UJ. W 1949 powrócił do pracy na Uniwersytecie Poznańskim.
Zajmował się instytucjami państwowymi i prawnymi we wczesnośredniowiecznych państwach zachodnioeuropejskich i Polsce. Badał nadto stosunki polsko-niemieckie tego okresu, co zaowocowało przetłumaczeniem i wydaniem przezeń Kroniki Thietmara (1953).
Został pochowany na cmentarzu Rakowickim w Krakowie.